# أبادان (خور وبيابانك)
تندران هي قرية في مقاطعة خور وبيابانك، إيران. عدد سكان هذه القرية هو 17 في سنة 2006.